# 日本医薬品卸業連合会
一般社団法人日本医薬品卸売業連合会（にほんいやくひんおろしうりぎょうれんごうかい、卸連、英称：The Federation of Japan Pharmaceutical Wholesalers Association、英略称：JPWA）は、日本の各都道府県単位の医薬品卸売団体を会員とする組織である。

## 沿革
「全国地方卸薬業連合会」として1941年（昭和16年）に発足した。医薬品の安全かつ安定的供給、医薬品卸企業の社会的地位向上を目的とし、機能の近代化・合理化を進めるため各種委員会を設置して活動している。

## 委員会
- 総務委員会
- 薬制委員会
- 経営管理委員会
- 業務システム委員会
- 流通近代化検討委員会
- 広報・研修委員会
- 卸問題検討委員会
- メディコード推進委員会
- 流通コードIT化検討委員会
- 運営委員会（大衆薬卸協議会）

## 正会員
| - 北海道医薬品卸商業組合 - 青森県医薬品卸組合 - 岩手県医薬品卸業協会 - 宮城県医薬品卸組合 - 秋田県医薬品卸組合 - 山形県医薬品卸業協会 - 福島県医薬品卸組合 - 茨城県医薬品卸業組合 - 栃木県医薬品卸協会 - 群馬県医薬品卸協同組合 - 埼玉県医薬品卸協同組合 - 千葉県医薬品卸協同組合 - 有限責任中間法人東京医薬品卸業協会 - 神奈川県医薬品卸業協会 - 新潟県医薬品卸組合 - 富山県医薬品卸業協同組合 - 石川県薬業卸協同組合 - 福井県医薬品卸業協会 - 山梨県医薬品卸協同組合 - 長野県医薬品卸協同組合 - 岐阜県医薬品卸協同組合 - 静岡県医薬品卸業協会 - 愛知県医薬品卸協同組合 - 三重県医薬品卸業協会 | - 滋賀県医薬品卸協会 - 京都府医薬品卸協会 - 大阪府医薬品卸協同組合 - 兵庫県医薬品卸業協会 - 奈良県医薬品卸協同組合 - 和歌山県医薬品卸組合 - 鳥取県医薬品卸業協会 - 島根県医薬品卸業協会 - 岡山県医薬品卸業協会 - 広島県医薬品卸協同組合 - 山口県薬業卸協会 - 徳島県医薬品卸業協会 - 香川県医薬品卸業協会 - 愛媛県医薬品卸業協会 - 高知県医薬品卸業協会 - 福岡県医薬品卸業協会 - 佐賀県医薬品卸業協会 - 長崎県医薬品卸業組合 - 熊本県医薬品卸業協会 - 大分県医薬品卸業協会 - 宮崎県医薬品卸業協会 - 鹿児島県医薬品卸業協会 - 沖縄県医薬品卸業協会 |

## 関連団体
- 日本薬業政治連盟
- 日本医薬品卸勤務薬剤師会
- 医療用医薬品卸売業公正取引協議会